# R·M·哈里森
R·M·哈里森（英語：Martin Richard Harrison，1935年5月16日—1992年9月9日）是一位英国考古学家和拜占庭学家，牛津大学教授，曾主持对小亚细亚弗里吉亚地区的阿莫里乌姆古城的发掘。。